# Gloria Dei (Old Swedes') Church
De Gloria Dei Church, plaatselijk bekend als de Old Swedes', is de oudste kerk in Philadelphia, Verenigde Staten. Sinds 1845 is het een Episcopaalse Kerk.

## Geschiedenis
In 1697 werd er begonnen met de bouw van de kerk voor de lokale Zweedse bevolking en in 1700 werd de kerk officieel ingewijd. Rond 1733 werd de toren aan de kerk toegevoegd, maar in 1740 werd een groot gedeelte van de kerk verwoest door een brand. Tot 1845 behoorde de kerk tot het Zweeds Lutheranisme en werd het een Episcopaalse kerk. In dat zelfde jaar werd het kerkinterieur door Samuel Sloan veranderd. Sinds 1966 is het een National Historic Landmark.

## Begraafplaats
Naast de kerk ligt een begraafplaats en daar ligt onder andere James Peale begraven.